# Titularbistum Arca in Phoenicia dei Maroniti
Arca in Phoenicia dei Maroniti (italienisch: Arca di Fenicia dei Maroniti) ist ein Titularbistum der katholischen Kirche, das vom Papst an Titularbischöfe der mit Rom unierten maronitischen Kirche vergeben wird. 
Es geht zurück auf einen früheren Bischofssitz in der antiken Stadt Arca Caesarea (heute Arqa), die sich in der Landschaft Phönizien im heutigen nördlichen Libanon befindet.
| Titularbischöfe von Arca in Phoenicia dei Maroniti |                   |                                                       |                  |                   |
| Nr.                                                | Name              | Amt                                                   | von              | bis               |
| 1                                                  | Giuseppe Marid    | Erzbischof von Arca in Phoenicia dei Maroniti         | 4. November 1885 | 1887              |
| 2                                                  | João Chedid OMM   | Weihbischof im Brasilianischen Ordinariat (Brasilien) | 4. Mai 1956      | 29. November 1971 |
| 3                                                  | Roland Aboujaoudé | Weihbischof im Patriarchat von Antiochien (Libanon)   | 12. Juli 1975    | 2. Mai 2019       |
| 4                                                  | Peter Karam       | Weihbischof im Patriarchat von Antiochien (Libanon)   | 15. Juni 2019    |                   |